# Lusia Harris
Lusia Mae „Lucy“ Harris-Stewart (* 10. Februar 1955 in Minter City, Mississippi als Lusia Harris; † 18. Januar 2022 in Greenwood, Mississippi) war eine US-amerikanische Basketballspielerin. Sie war eine Pionierin des Damen-Basketballs und wurde als solche mit der Aufnahme in die Naismith Memorial Basketball Hall of Fame und die Women’s Basketball Hall of Fame geehrt.

## Karriere
Lucy Harris war das zehnte von elf Kindern von Willie und Ethel Harris und musste wie seinerzeit in der Delta-Region des Mississippi-Nordwestens üblich als Kind zur Bewirtschaftung von Haushalt und Sharecropping-Hof beitragen. Sie spielte mit großem Erfolg für die Amanda Elzy High School in Greenwood in der High-School-Staatsmeisterschaft, ohne diese je zu erringen und erhielt nach ihrem Abschluss das Angebot eines Arbeitsstipendiums für die Delta State University in Cleveland, Mississippi. Das bedeutet, dass sie neben der Teilnahme an Lily Margaret Wades Basketball-Programm für ihren Unterhalt zu arbeiten hatte.

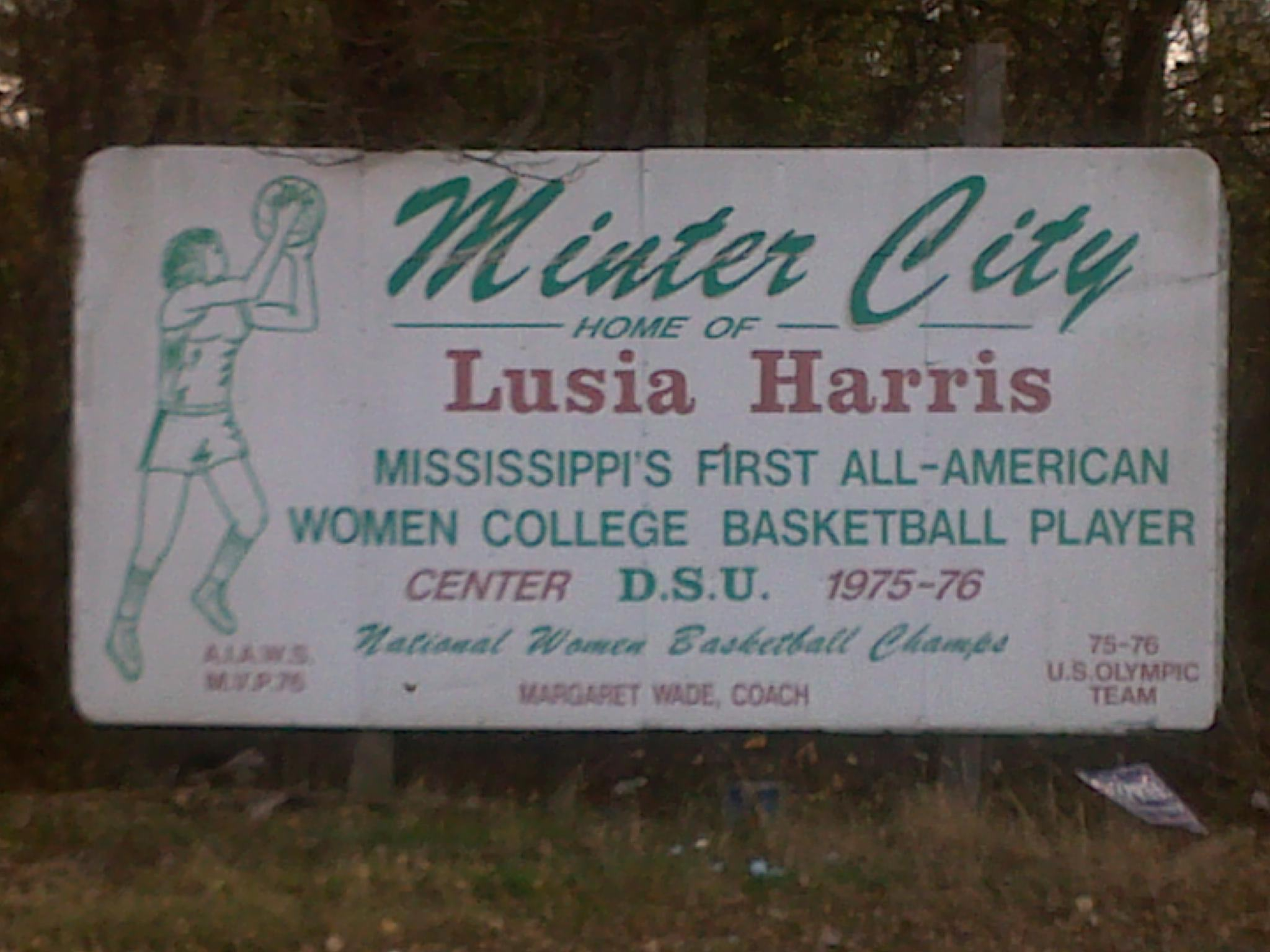
Ortsschild von Minter City

Im ersten Jahr der Association for Intercollegiate Athletics for Women (AIAW) waren Sportstipendien noch ausgeschlossen gewesen. Die Organisation hatte anfänglich Sportangebote im Sinne der Sporterziehung, aus der sie auch selbst hervorgegangen war, dem Modell des sportlichen Wettbewerbs der Athletikabteilungen vorgezogen. Im Zuge des Diskurses über die Bildungsnovelle Title IX gegen sexuelle Diskriminierung kristallisierte sich aber schnell der Wunsch nach Wettkampf und Stipendien heraus. Auch wenn die AIAW ihre Statuten änderte, dauerte es, bis sich substantielle Stipendien durchsetzen konnten. Nachdem die Mighty Macs des Immaculata College die ersten drei AIAW-Meisterschaftsturniere gewonnen hatten, lösten Coach Wade, Sophomore Harris und die Delta State Lady Statesmen diese von 1975 bis 1977 ab. Erst danach setzten sich die großen Schulen – zunächst noch unter der Federführung der AIAW – beginnend mit der UCLA durch.
Harris, nach dem Besuch einer vollständig afroamerikanischen High School nun häufig die einzig schwarze Studentin in der Klasse, war eine fleißige Schülerin, ein dreimaliger All-American als Basketballspielerin und wurde von ihren Kommilitonen 1975 zur Ballkönigin (Homecoming Queen) gewählt. Sie erwarb einen Bachelor in Gesundheit, Sporterziehung und Regeneration. Harris spielte mit der Damen-Basketballnationalmannschaft der Vereinigten Staaten bei der Basketball-Weltmeisterschaft der Damen 1975 in Kolumbien und belegte den 8. Platz. Nach Gold bei den Panamerikanischen Spielen 1975 unter Head Coach Cathy Rush verwandelte sie bei den Olympischen Spielen den ersten US-amerikanischen Olympiakorb und gewann die Silbermedaille mit einem lediglich aus Amateurspielerinnen bestehenden Team, mit dem sie 47 Jahre später ebenfalls in die Naismith Memorial Basketball Hall of Fame aufgenommen wurde. Auch nach der Universitäts-Integration von 1962 durch James Meredith waren in den 1970er Jahren afrikanische Amerikaner an Mississippis Hochschulen noch lange keine Normalität, umso bemerkenswerter ist der Fakt, dass Gouverneur Cliff Finch nach den Spielen von Montreal eine Delegation nach Cleveland entsandte und einen Lusia Harris Day im Magnolienstaat erklärte.
Harris-Stewart wurde als zweite Frau in der Geschichte bei der NBA-Draft 1977 vom New Orleans Jazz in der siebten Runde an 137. Stelle ausgewählt, hatte aber kein Interesse an der National Basketball Association (NBA) und war zum Zeitpunkt des Trainingslagers ohnehin schwanger mit Sohn Eddie. Stattdessen spielte sie 1979/80 eine Saison für die Houston Angels der Women‘s Professional Basketball League (WBL). Technisch gesehen war Harris nicht die erste Frau in einer NBA-Draft, da die Warriors bereits 1969 Denise Long ausgewählt hatten. Die Draft der Warriors wurde jedoch umgehend von der NBA annulliert, während dies bei der Wahl von Harris nie geschah. Damit ist Harris die erste Frau, die offiziell in einer NBA-Draft ausgewählt wurde.
Nach der WPBL arbeitete Harris als akademische Zulassungsberaterin und Basketball-Assistenzcoach und erwarb 1984 einen Master in Erziehung an der Delta State University.
Lusia Harris-Stewart wurde 1992 zusammen mit Nera White als eine der ersten beiden Spielerinnen in die Naismith Memorial Basketball Hall of Fame gewählt und 1999 mit ihrer Eröffnung in die Women’s Basketball Hall of Fame aufgenommen.
2021 wurde der Kurzfilm The Queen of Basketball, der sich mit ihren Leben und Wirken auseinandersetzt, veröffentlicht.